# New START
Il New Strategic Arms Reduction Treaty (New START) è un trattato sulla riduzione delle armi nucleari firmato da Stati Uniti e Federazione Russa a Praga l'8 aprile 2010.
È entrato in vigore il 5 febbraio 2011 con lo scambio degli strumenti di ratifica dell'accordo tra Hillary Clinton, segretario di Stato degli Stati Uniti d'America, e Sergej Lavrov, ministro degli affari esteri della Federazione Russa, che si è tenuto nel corso della 47ª Conferenza di Monaco sulla sicurezza.
Tale trattato sostituisce tutti i precedenti accordi START, gli START I (scaduto nel dicembre 2009), START II e SORT e si prefigge il compito di ridurre del 30% il limite di testate nucleari fissato dal precedente accordo SORT. Al 2020, è l'unico patto bilaterale fra Stati Uniti e Russia nonché l'unico trattato ancora vigente in materia di disarmo nucleare.
L'accordo, è stato esteso fino al 5 febbraio del 2026. Nonostante ciò, il 21 febbraio 2023 la Russia ha sospeso la sua partecipazione al trattato. Vladimir Putin ha infatti dichiarato nel suo discorso alla nazione che la Russia non si ritira dal trattato ma sospende la sua partecipazione".

## Contenuto
Tale trattato fissa i seguenti limiti per entrambe le parti:
- Limite di 1 550 tra testate e bombe nucleari
- Limite di 800 vettori nucleari tra Missili Balistici Intercontinentali (ICBM), Sottomarini Nucleari Lanciamissili (SLBM) e Bombardieri Pesanti
- Limite di 700 vettori nucleari tra Missili Balistici Intercontinentali (ICBM), Sottomarini Nucleari Lanciamissili (SLBM) e Bombardieri Pesanti contemporaneamente operativi

Vi è dunque un margine di 100 vettori nucleari non operativi che ambo le parti possono tenere.
La durata del trattato è di dieci anni dalla data di entrata in vigore, a meno che non venga sostituito da un accordo successivo e al termine può essere esteso per ulteriori cinque anni. Ciascuna parte può decidere unilateralmente di disdire l'accordo con un preavviso di tre mesi.
L'accordo definisce anche le modalità di ispezione dei siti e prevede un preavviso di 48 ore prima del dislocamento di un nuovo vettore.
New START è stato approvato dal Senato statunitense il 22 dicembre del 2010 e rinnovato nel 2021.